# Практика (НПО)

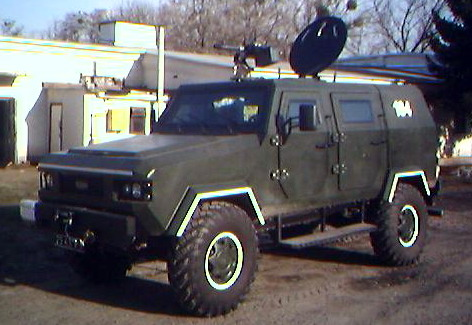
Специальная разведывательная машина СРМ-1 «Козак»

ЧАО «Научно-производственное объединение „Практика“» — украинский производитель специальной автомобильной техники и средств безопасности для банков и офисов. Также развивает направления противопожарного оборудования и средств личной безопасности.

## История
Компания образована в 1993 г. в Киеве. Деятельность компании началась с производства банковских сейфов, пунктов обмена валют, защитных дверей, защищенных серверных комнат, банковских хранилищ.
С 1998 г. компания освоила бронирование автомобилей. Сначала компания приступила к производству инкассаторских автомобилей, затем стала брать заказы на бронирование VIP-автомобилей, получила опыт бронирования армейских грузовиков. Параллельно в НПО «Практика» развивалось направление небронированных специальных автомобилей.
В 2003 г. компания приступила к производству средств противопожарной защиты — противопожарных дверей, ворот, штор, огнестойкого остекления.
В ноябре 2003 года компания начала изготовление трёх первых бронированных микроавтобусов для службы инкассации банков. Первый демонстрационный образец был построен на базе микроавтобуса Volkswagen T1.
В 2005 г. компания принимала участие в строительстве хранилища радиоактивных отходов на Чернобыльской атомной станции, разработав, изготовив и смонтировав специальные противорадиационные двери, ворота, клапаны.
В 2009 г. компания разработала и построила первую собственную модель бронированного автомобиля — СРМ-1 «Козак», в 2010 г. представила микроавтобус АЗП-3200 на шасси Mercedes-Benz Sprinter.
В период до 26 ноября 2010 года компания выпустила более 800 бронированных и специальных автомашин свыше 30 моделей (среди которых Ford Cargo, Ford Transit, Volkswagen Т5, Ford Transit Conect, Renault Master, Nissan NP300)
В 2011 году компания разработала автомобиль скорой помощи.
5 мая 2011 ПАО «Ощадбанк» заключил с компанией контракт на производство 193 бронированных инкассаторских автомашин на сумму 100,479 млн гривен.

### После 22 февраля 2014

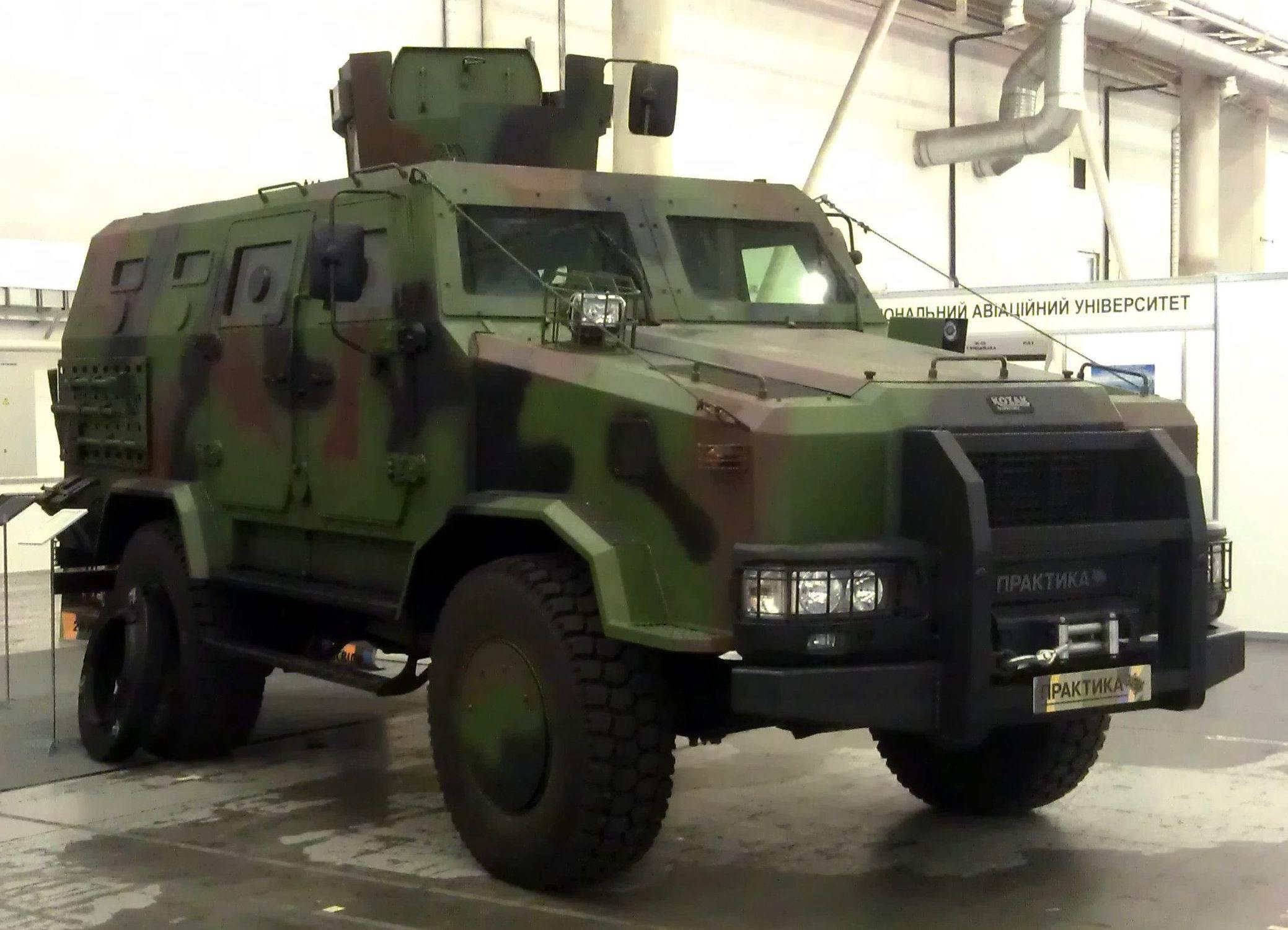
ББМ «Козак-2» производства НПО «Практика»

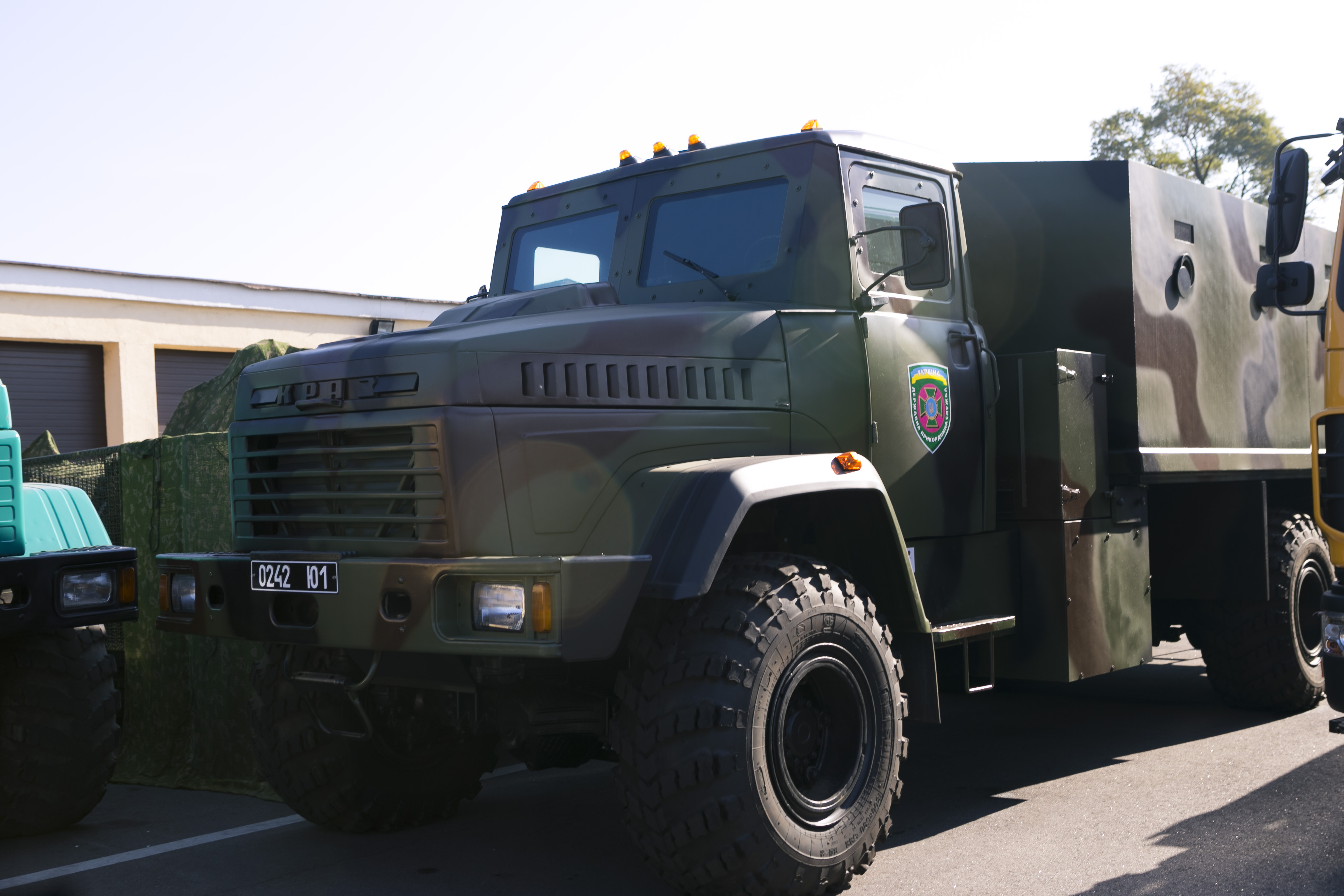
Бронированный КрАЗ-6322 «Крепость на колесах» производства НПО «Практика»

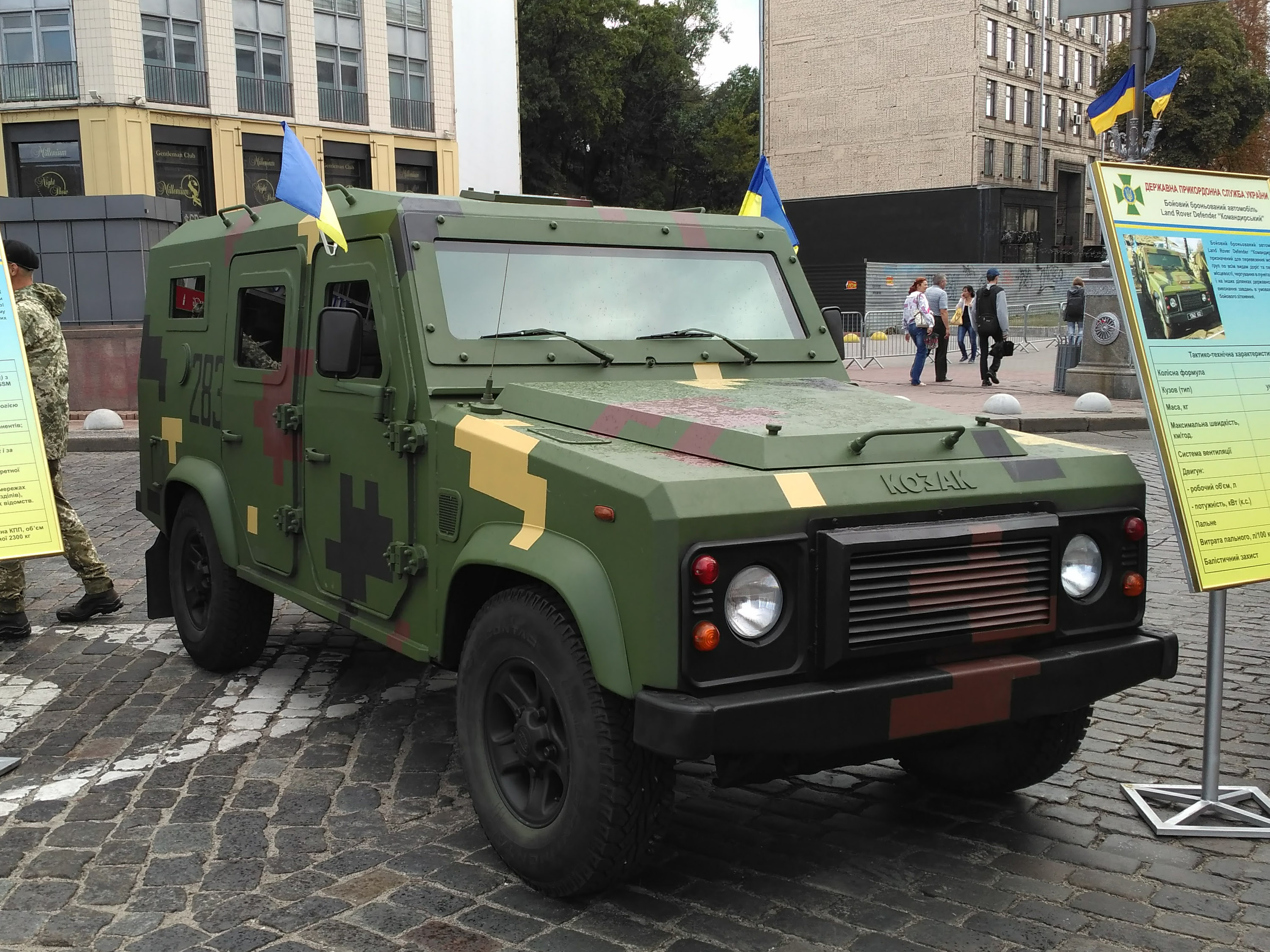
ББМ «Козак-4» Государственной пограничной службы Украины

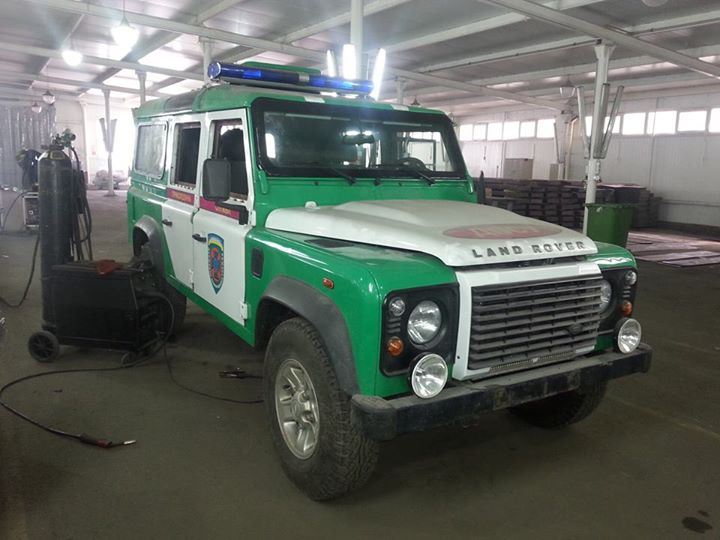
Land Rover Defender со скрытым бронированием

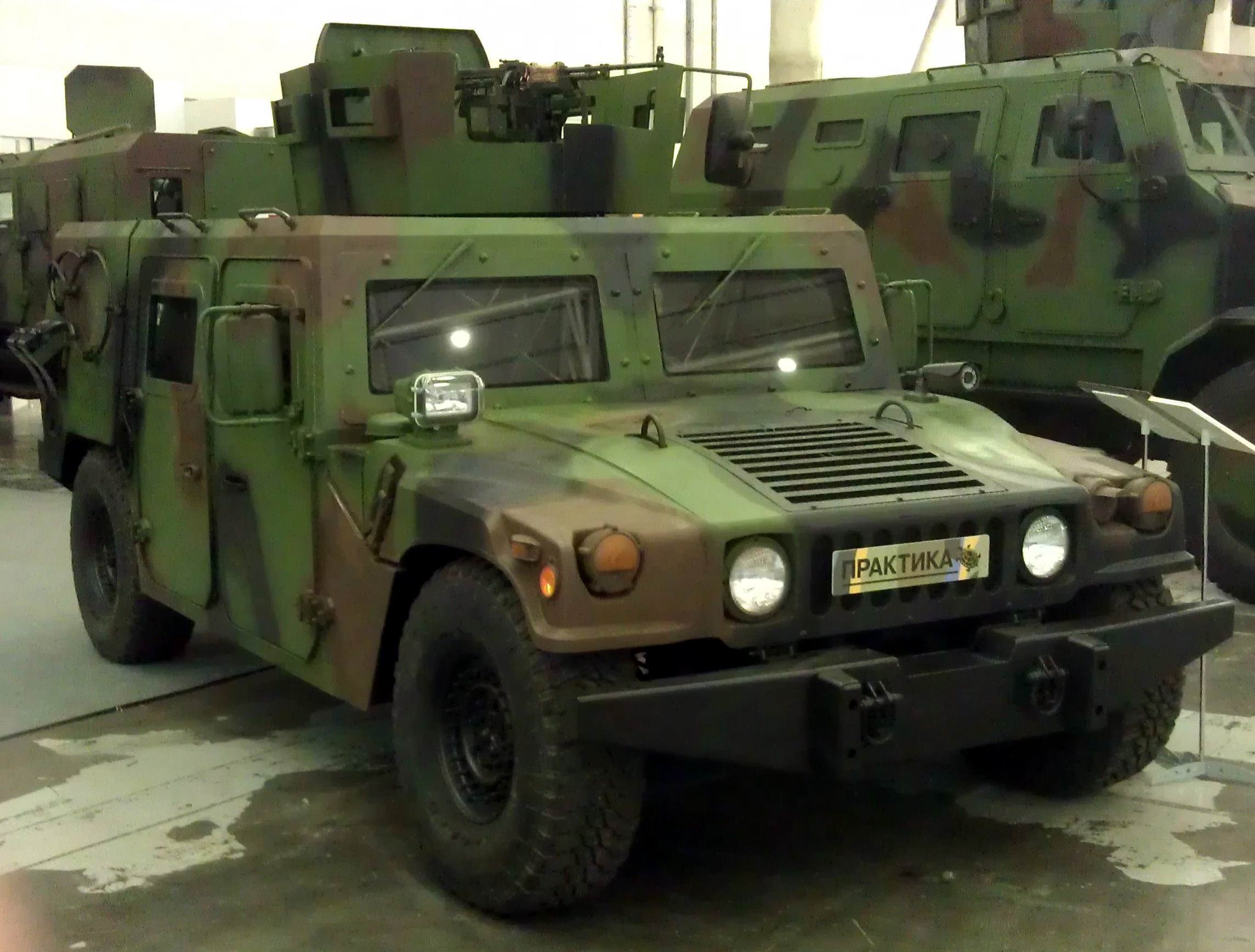
Бронированный HMMWV производства НПО «Практика»

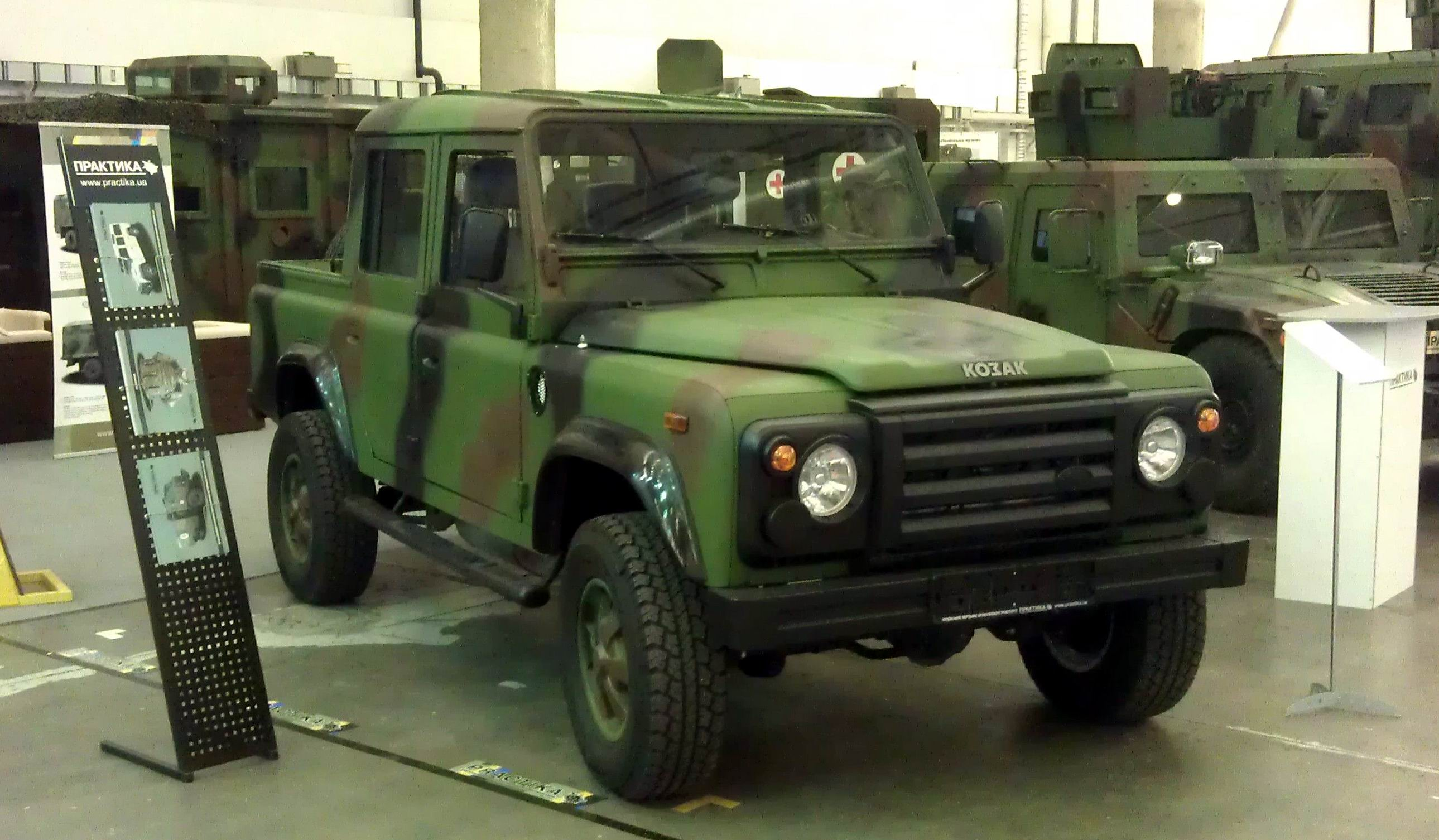
Лёгкий тактический автомобиль Козак-3

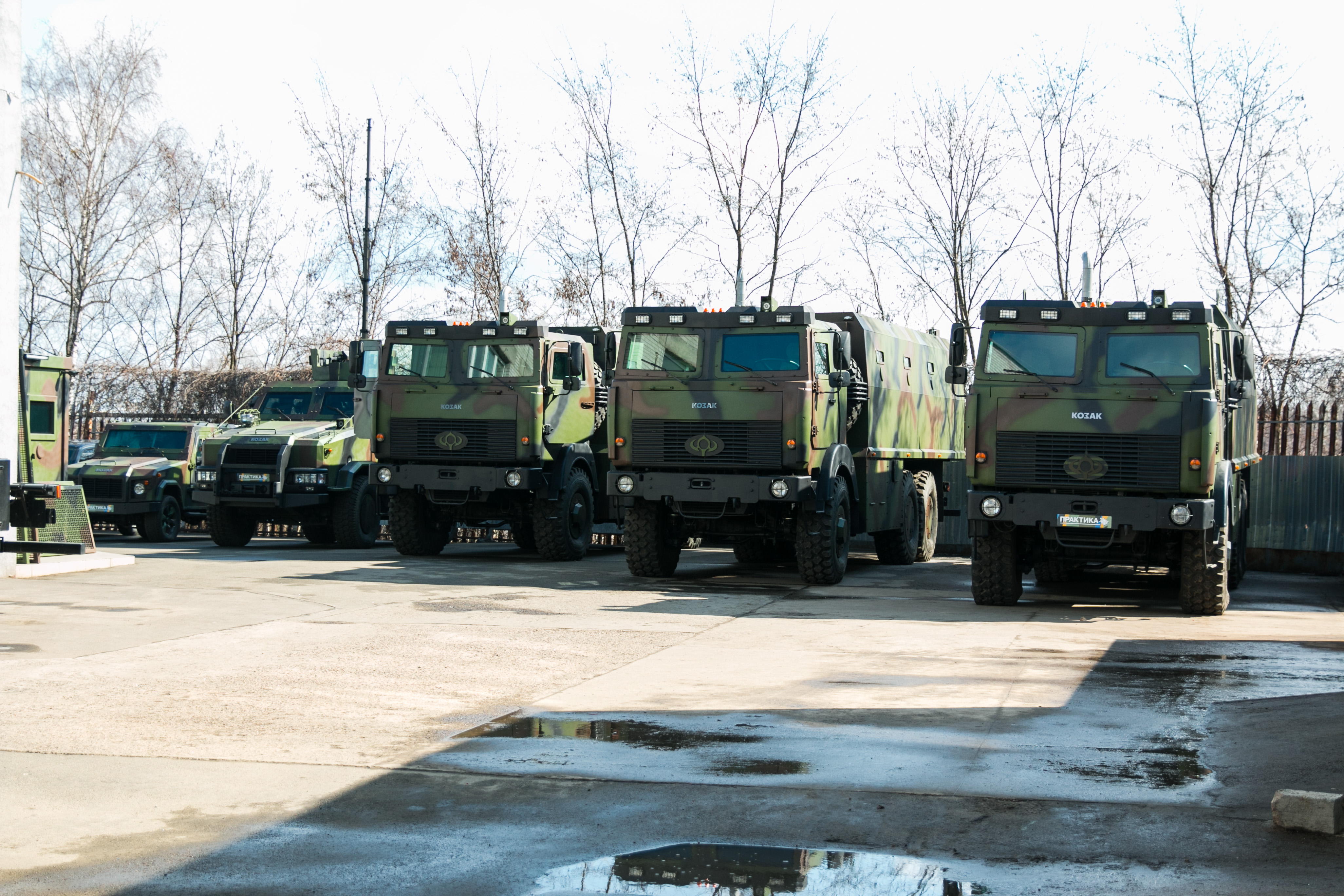
«Крепости на колёсах» на базе Богдан-6317 производства НПО «Практика» тоже несут логотип «Козак»

После начала АТО, НПО «Практика» начала выпуск бронированных машин для вооружённых сил, пограничной службы и иных военизированных структур Украины:
- в конце июня 2014 по заказу пограничной службы Украины был разработан и построен один бронированный внедорожник «Land Rover Defender»[5]
- в середине июля 2014 для 25-го батальона территориальной обороны Киевской области была построена бронированная машина на шасси пикапа Toyota HiLux с поворотной стойкой для пулемёта в кузове[6]
- 30 июля 2014 года пограничной службе были переданы один бронированный грузовик КамАЗ-43114-15 и два внедорожника «Volkswagen Amarok» с поворотной стойкой для пулемёта в кузове[7][8]
- 22 августа 2014 — Национальной гвардии были переданы один медико-эвакуационный автомобиль на шасси ГАЗ-66 и два бронированных грузовика КрАЗ-6322[9] (как сообщили представители НПО «Практика», в выполненном варианте у КрАЗ-6322 бронирована кабина, топливный бак, ресивер централизованной подкачки шин и аккумулятор, а в кузов установлен бронированный кунг)[10]

В целом, только до 17 сентября 2014 года для вооружённых сил и иных военизированных структур Украины на предприятии были изготовлены 16 бронированных машин
24 сентября 2014 года на выставке «Оружие и безопасность-2014» компания показала ещё три разработки: передвижной бронированный блокпост, штабной модуль и модуль-операционную для полевого госпиталя.
30 ноября 2014 на полигоне учебного центра Национальной гвардии Украины был представлен новый бронеавтомобиль производства компании — «Kozak-2014» (он же «Kozak-2») на шасси грузовика Iveco EuroCargo
18 января 2015 года Государственной пограничной службе Украины был передан бронированный автомобиль СРМ-1 «Козак» производства компании
14 марта 2015 две бронемашины «Kozak-2» (вооружённых установленным на крыше 12,7-мм пулемётом НСВТ) вновь представили на полигоне учебного центра НГУ под селом Новые Петровцы. Сообщается, что противоминная защита днища машины усилена за счёт установки противоосколочного покрытия из прессованного кевлара.
23 апреля 2015 посольство США на Украине сообщило о том, что правительством США оплачены работы по ремонту и бронированию партии внедорожников Land Rover Defender пограничной службы Украины, повреждённых в зоне боевых действий на востоке Украины. Машины получили бронирование до 4-го класса защиты и пуленепробиваемые стёкла, работы по договору выполнила НПО «Практика». 28 мая 2015 автомашины на базе внедорожника «Ленд Ровер» (в том числе, бронемашины для транспортировки личного состава, миномётного расчета и эвакуации раненных) передали подразделениям ГПСУ.
В июне 2015 года представители НПО «Практика» сообщили, что предприятием разработана собственная конструкция противокумулятивного экрана, который может быть установлен на любую бронетехнику советского производства, имеющуюся на вооружении украинской армии. Кроме того, по заказу пограничной службы Украины на предприятии начато переоборудование одного внедорожника «Land Rover Defender» в пикап для перевозки миномёта с расчётом и боекомплектом
22 сентября 2015 на выставке вооружения и военной техники «Зброя та безпека-2015» НПО «Практика» были представлены бронированный предприятием внедорожник HMMWV M1097 (изначально не имевший бронирования), а также испанский внедорожник «Santana» (лицензионная копия Land Rover Defender, в котором отдельные металлические детали кузова заменены пластмассовыми).
Весной 2016 года компания была привлечена к постройке бронированных грузовиков для вооружённых сил Украины на шасси МАЗ-6317. В августе 2016 года был представлен бронеавтомобиль «Козак-5» на шасси Ford F550.
В августе 2019 года НПО "Практика" получило статус спецэкспортёра (право на самостоятельный экспорт продукции военного назначения).

## Руководство компании
- Директор Борисова Юлия Олеговна
- Председатель совета директоров Высоцкий Олег Николаевич
- Генеральный директор Зайченко Сергей Николаевич

## Продукция
- легковые инкассаторские автомобили
- инкассаторские фургоны
- инкассаторские пикапы
- грузовые инкассаторские автомобили
- бронированные VIP-автомобили
- бронированные грузовики
- специальная разведывательная машина СРМ-1 «Козак»
- специальные автомобили
- автобусы VIP-класса АЗП
- средства безопасности для банков и офисов;
- противопожарное оборудование.

Продукция НПО «Практика» экспортировалась в Азербайджан, Грузию, Казахстан, Кыргызстан, Молдову, Нигерию, ОАЭ, Пакистан.
Всего с 1993 года до конца августа 2019 года компания произвела 4300 бронированных и специальных автомашин.